# إيان ماتشادو غاري
إيان ماتشادو غاري (بالأيرلندية: Ian Machado Garry؛ مواليد 17 نوفمبر 1997) هو مُقاتل فنون قتالية مختلطة محترف أيرلندي يُنافس في فئة وزن الوسط في يو إف سي. قبل توقيعه مع يو إف سي، كان غاري بطل قفص المحاربين لوزن الوسط. اعتبارًا من 29 أبريل 2025، يحتل المركز 6 في تصنيفات يو إف سي لوزن الوسط.

## المسيرة في فنون القتال المختلطة

### يو إف سي
في يوليو 2021، أعلن بطل بطولة قفص المحاربين لوزن الوسط أنه وقع عقدًا مع يو إف سي، وظهر لأول مرة في 6 نوفمبر 2021 ضد جوردان ويليامز، وحقق فوزًا بالضربة القاضية في الجولة الأولى في يو إف سي 268.
واجه غاري داريان ويكس في 9 أبريل 2022، في يو إف سي 273. وفاز بالنزال عن طريق قرار جماعي من الحكام.
واجه غاري غابرييل غرين في 2 يوليو 2022، في يو إف سي 276. وفاز بالمباراة بقرار الحكام بالإجماع.
واجه غاري سونغ كينان في 4 مارس 2023، في يو إف سي 285. بعد أن سقط في الجولة الأولى، فاز بالنزال بالضربة الفنية القاضية في الجولة الثالثة.
واجه غاري دانيال رودريغيز في يو إف سي على إيه بي سي 4 في 13 مايو 2023. وفاز بالنزال عن طريق ضربة فنية قاضية في الجولة الأولى. أكسبه هذا الفوز جائزة أداء الليلة.
كان من المقرر أن يواجه غاري جيف نيل في يو إف سي 292 في 19 أغسطس 2023. ومع ذلك، انسحب نيل لأسباب صحية غير معلنة، وتم استبداله بنيل ماغني. فاز غاري بقرار القضاة بالإجماع.
كان من المقرر أن يواجه غاري فنسنت لوك في 16 ديسمبر 2023، في حدث يو إف سي 296. ومع ذلك، تم إلغاء النزال بعد انسحاب غاري بسبب إصابته بالالتهاب الرئوي في أسبوع الحدث.
تم إعادة حجز موعد لغاري ضد جيف نيل في 9 مارس 2024، في حدث يو إف سي 299، ولكن تم نقل الثنائي للقاء بدلاً من ذلك في 17 فبراير 2024، في يو إف سي 298 لأسباب غير معروفة. فاز في غاري بنزال تنافسي بقرار القضاة المنقسم.
واجه غاري مايكل بيج في 29 يونيو 2024، في حدث يو إف سي 303. وفاز بالقتال بقرار القضاة بالإجماع.
في قتاله التالي، كان من المقرر أن يواجه غاري خواكين باكلي في 14 ديسمبر 2024، في حدث يو إف سي على إي إس بي إن 63؛ ومع ذلك تم سحبه من الحدث من أجل مواجهة شوكت رحمانوف في 7 ديسمبر 2024 في حدث يو إف سي 310 في نزال من 5 جولات. خسر غاري النزال بقرار القضاة بالإجماع، مما أدى إلى خسارته الأولى في فنون القتال المختلطة.
واجه غاري كارلوس براتيس في 26 أبريل 2025 في الحدث الرئيسي في حدث يو إف سي على إي إس بي إن 66. فاز في النزال بقرار القضاة بالإجماع.

## الحياة الشخصية
تزوج غاري من ليلى آنا لي في لاس فيغاس في 26 فبراير 2022. في أبريل 2022، أُعلن أنها حامل في الطفل الأول للزوجين. في أكتوبر 2022 أعلن أن لديه ولدًا.

## الإنجازات والبطولات

### فنون القتال المختلطة
- يو إف سي
  - أداء الليلة (مرة واحدة) ضد دانيال رودريغيز[36]
  - بالمشاركة مع (ليون إدواردز) كثالث أطول سلسلة انتصارات في تاريخ فئة وزن الوسط في يو إف سي (8)[37]
- بطولة قفص المحاربين القتالية
  - بطولة وزن الوسط في قفص المحاربين (مرة واحدة؛ سابقًا)

## سجل فنون القتال المختلطة
| السجل المهني |        |         |
| 17 نزال      | 16 فوز | 1 خسارة |
| ضربة قاضية   | 7      | 0       |
| إخضاع        | 1      | 0       |
| قرار القضاة  | 8      | 1       |

| النتيجة | السجل | الخصم               | الطريقة                                | الحدث                                            | التاريخ        | الجولة | الوقت | المكان                                       | الملاحظات                                        |
| ------- | ----- | ------------------- | -------------------------------------- | ------------------------------------------------ | -------------- | ------ | ----- | -------------------------------------------- | ------------------------------------------------ |
| فاز     | 16–1  | كارلوس براتيس       | قرار القضاة (بالإجماع)                 | يو إف سي على إي إس بي إن: ماتشادو غاري ضد براتيس | 26 أبريل 2025  | 5      | 5:00  | كانساس سيتي، ميزوري، الولايات المتحدة        |                                                  |
| خسر     | 15–1  | شوكت رحمانوف        | قرار القضاة (بالإجماع)                 | يو إف سي 310                                     | 7 ديسمبر 2024  | 5      | 5:00  | لاس فيغاس، نيفادا، الولايات المتحدة          | الفائز سيُنافس على لقب بطولة يو إف سي لوزن الوسط. |
| فاز     | 15–0  | مايكل بيج           | قرار القضاة (بالإجماع)                 | يو إف سي 303                                     | 29 يونيو 2024  | 3      | 5:00  | لاس فيغاس، نيفادا، الولايات المتحدة          |                                                  |
| فاز     | 14–0  | جيف نيل             | قرار القضاة (بالانقسام)                | يو إف سي 298                                     | 17 فبراير 2024 | 3      | 5:00  | آناهايم، كاليفورنيا، الولايات المتحدة        |                                                  |
| فاز     | 13–0  | نيل ماغني           | قرار الحكام (بالإجماع)                 | يو إف سي 292                                     | 19 أكتوبر 2023 | 3      | 5:00  | بوسطن، ماساتشوستس، الولايات المتحدة          |                                                  |
| فاز     | 12–0  | دانيال رودريغيز     | ضربة فنية قاضية (ركلة الرأس ولكمات)    | يو إف سي على إيه بي سي: روزينسترويك ضد ألميدا    | 13 مايو 2023   | 1      | 2:57  | شارلوت، كارولاينا الشمالية، الولايات المتحدة | أداء الليلة.                                     |
| فاز     | 11–0  | سونغ كينان          | ضربة فنية قاضية (باللكمات)             | يو إف سي 285                                     | 4 مارس 2023    | 3      | 4:22  | لاس فيغاس، نيفادا، الولايات المتحدة          |                                                  |
| فاز     | 10–0  | غابرييل غرين        | قرار الحكام (بالإجماع)                 | يو إف سي 276                                     | 2 يوليو 2022   | 3      | 5:00  | لاس فيغاس، نيفادا، الولايات المتحدة          |                                                  |
| فاز     | 9–0   | داريان ويكس         | قرار الحكام (بالإجماع)                 | يو إف سي 273                                     | 9 أبريل 2022   | 3      | 5:00  | جاكسونفيل، فلوريدا، الولايات المتحدة         |                                                  |
| فاز     | 8–0   | جوردان ويليامز      | ضربة قاضية (باللكمات)                  | يو إف سي 268                                     | 6 نوفمبر 2021  | 1      | 4:59  | مدينة نيويورك، نيويورك، الولايات المتحدة     |                                                  |
| فاز     | 7–0   | جاك جرانت           | قرار الحكام (بالإجماع)                 | قفص المحاربين 125                                | 26 يونيو 2021  | 5      | 5:00  | لندن، إنجلترا                                | فاز بلقب بطولة قفص المحاربين لوزن الوسط.         |
| فاز     | 6–0   | رستم اكمان          | ضربة قاضية (ضربة رأس)                  | قفص المحاربين 121                                | 19 مارس 2021   | 2      | 2:28  | ليفربول، إنجلترا                             |                                                  |
| فاز     | 5–0   | لورانس جوردان تريسي | ضربة فنية قاضية (باللكمات والمرفقين)   | قفص المحاربين 119                                | 12 ديسمبر 2020 | 1      | 4:02  | لندن، إنجلترا                                |                                                  |
| فاز     | 4–0   | جورج مكمانوس        | ضربة فنية قاضية (باللكمات وركلة الرأس) | قفص المحاربين 115                                | 25 سبتمبر 2020 | 2      | 3:17  | مانشستر، إنجلترا                             |                                                  |
| فاز     | 3–0   | ماتيوز فيجلاك       | إخضاع (خنق خلفي عاري)                  | قفص المحاربين 110                                | 9 نوفمبر 2019  | 1      | 3:41  | كورك، أيرلندا                                |                                                  |
| فاز     | 2–0   | ماثيو سيجليا        | ضربة فنية قاضية (بالركبة الطائرة)      | قفص المحاربين: غير موصول 2                       | 6 سبتمبر 2019  | 2      | 1:01  | لندن، إنجلترا                                | نزال في وزن غير مقيد (177 رطلاً).                 |
| فاز     | 1–0   | جيمس شيهان          | قرار الحكام (بالإجماع)                 | قفص المحاربين 101                                | 16 فبراير 2019 | 3      | 5:00  | ليفربول، إنجلترا                             | أول ظهور في وزن الوسط.                           |

## وصلات خارجية
- إيان ماتشادو غاري على موقع JudoInside.com (الإنجليزية)
- إيان ماتشادو غاري على موقع يو إف سي (الإنجليزية)
- إيان ماتشادو غاري على موقع شيردوغ (الإنجليزية)
- إيان ماتشادو غاري على موقع Tapology.com (الإنجليزية)
- إيان ماتشادو غاري على موقع فايت ماتريكس (الإنجليزية)
- إيان ماتشادو غاري على موقع إي إس بي إن (الإنجليزية)